# 阮福綿寷
阮福綿寷（越南语：／，1824年5月16日—1860年10月30日），越南阮朝明命帝第二十七子，生母貴人杜氏松。
明命五年四月十八日（1824年5月16日），阮福綿寷在順化皇城出生。秉性敦厚，年少進學，學通經史，擅長雅歌投壺，得到明命帝嘉獎。從善王阮福綿審有詩“投壺雅愛古人風，梁日曾稱柳惲工。此度解邀天一笑，南朝皇子有綿寷”，即是述說此事。明命二十一年（1840年）四月，受封為新平郡公（越南语：／）。嗣德十三年九月十七日（1860年10月30日），阮福綿寷去世，壽三十七歲，賜諡靜懿。葬於承天府香水縣居正總楊春社，入祀展親祠。咸宜元年（1885年），改祀親勳祠。

## 子女
阮福綿寷有1子3女，但兒子早卒。後裔按御賜革字部起名。
- 女阮氏秋菊
- 女阮氏秋芸

成泰二年（1890年），阮福綿寷的女兒上疏，請求以叔父錦江郡公阮福綿𡩄第四子阮福洪𪗾過繼給父親為嗣，改名阮福洪鞊。